# Porțile dimineții
Porțile dimineții este un film românesc din 1980 regizat de Radu Gurău. Rolurile principale au fost interpretate de actorii Teofil Vîlcu, Șerban Ionescu, Radu Dunăreanu.

## Distribuție
Distribuția filmului este alcătuită din:
- Zoe Muscan — Soția lui Grigore
- Alexandru Lungu — Zamfir
- Ica Matache — Zoița
- Florina Cercel — Ana
- Teofil Vîlcu — Atanasie
- Vasile Nițulescu — Samson
- Tănase Cazimir — Saropovan
- Matei Alexandru — Palade
- Nae Gh. Mazilu — Mărgărit
- Șerban Ionescu — Osip
- Constantin Florescu — Grigore
- Radu Dunăreanu — Pictorul

## Primire
Filmul a fost vizionat de 1.167.774 de spectatori în cinematografele din România, după cum atestă o situație a numărului de spectatori înregistrat de filmele românești de la data premierei și până la data de 31 decembrie 2014 alcătuită de Centrul Național al Cinematografiei.